# Cementerio de San Diego (Quito)
El cementerio de San Diego es un camposanto situado en el barrio del mismo nombre, en el Centro Histórico de Quito, Ecuador. Se ubica en las calles Chimborazo 199 e Imbabura, y está abierto al público todos los días entre las 08:00 y 17:00.

## Reseña histórica
El cementerio se inauguró en 1872, en la zona donde habían sido sepultados parte de los soldados en la Batalla de Pichincha.

## Arquitectura

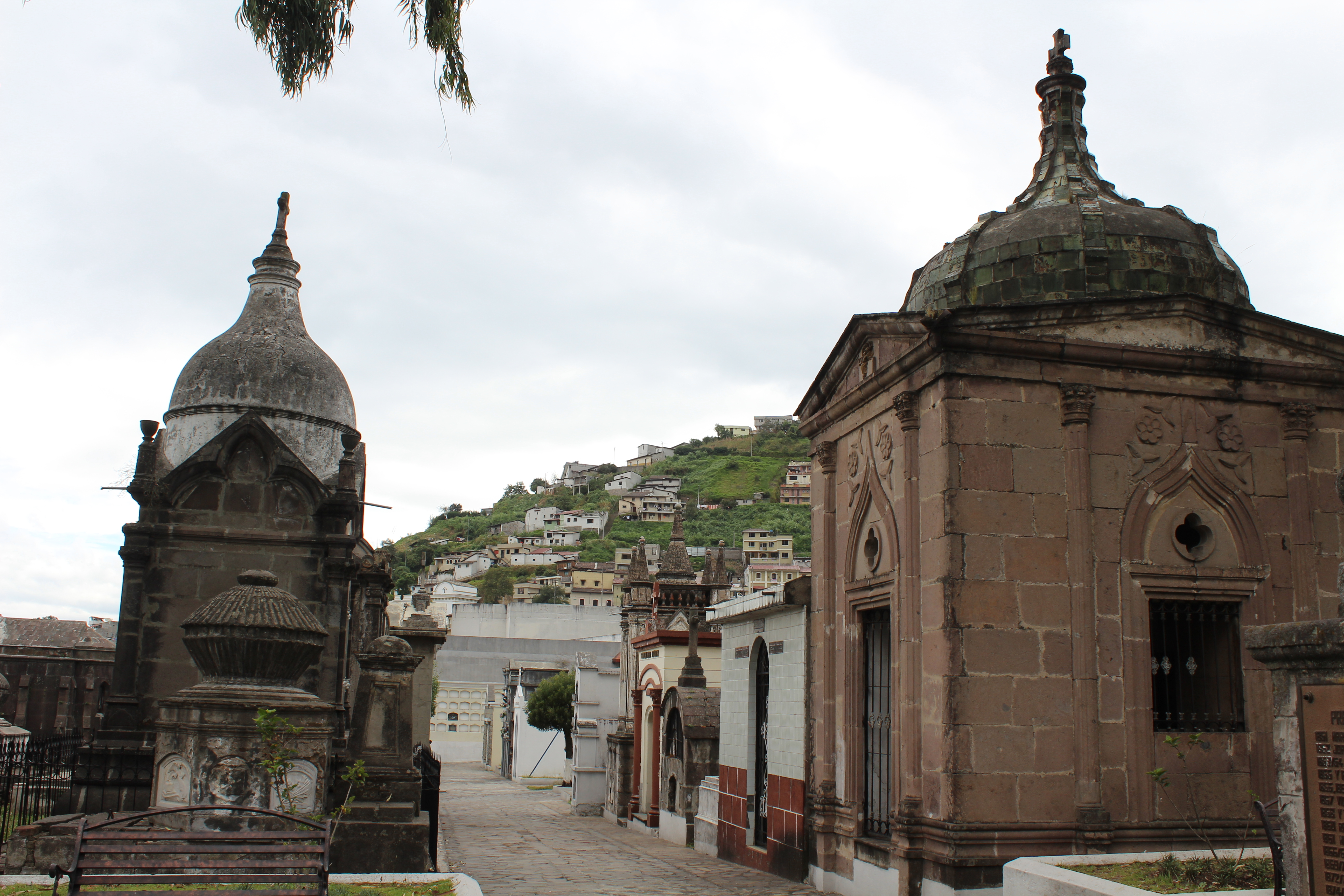
Mausoleos del cementerio.

En el cementerio hay elementos de diferentes estilos como clásico, neoclásico, neogótico, neobarroco o ecléctico.
En la construcción de la capilla y los mausoleos participaron algunos de los arquitectos más renombrados de Quito en aquella época, tales como Pietro Capurro, Luis Mideros y Francisco Durini, quien también trabajó en el antiguo Hospital Militar del barrio de San Juan.
Junto al cementerio se encuentra el convento de San Diego, donde se aloja el museo del Padre Almeida, con cinco salas donde se exponen cuadros del siglo XVII, así como otros espacios como el campanario, la Sacristía con el Cristo del Padre Almeida y la propia iglesia.
En 1899 llega al Ecuador el padre lazarista Pedro Huberto Brüning, nacido en la ciudad alemana de Colonia. El padre Brüning se destacó como arquitecto diocesano gracias a la construcción y reconstrucción de varios edificios religiosos en el país como el campanario de La Catedral, la Iglesia de San Roque, la Iglesia de la Magdalena, la Capilla de San José, la Iglesia de San Felipe, etc. Entre sus obras para el Cementerio de San Diego se cuentan la capilla (inaugurada en 1935 ) y la gran portada de piedra del cementerio (1936)

## Personajes ilustres
Los restos de algunas personalidades de la historia ecuatoriana descansan en este camposanto, entre ellas:
| Nombre              | Nombre                    | Ocupación                                          | Defunción                      |
| ------------------- | ------------------------- | -------------------------------------------------- | ------------------------------ |
|                     | Neptalí Bonifaz           | Presidente de la República (descalificado)         | Quito, 1953                    |
|                     | Gonzalo S. Córdova        | Presidente de la República                         | Valparaíso, 1928               |
|                     | Aurelio Mosquera Narváez  | Presidente de la República                         | Quito, 1939                    |
|                     | Leónidas Plaza Gutiérrez  | Presidente de la República                         | Huigra, 1932                   |
|                     | José María Velasco Ibarra | Presidente de la República                         | Quito, 1979                    |
|                     | Manuel Sotomayor y Luna   | Vicepresidente de la República                     | Guayaquil, 1949                |
|                     | Flavio Alfaro             | Militar, político liberal                          | Quito, 1912                    |
|                     | Luis Felipe Borja Pérez   | Jurisconsulto, político liberal, literato, maestro | Quito, 1912                    |
| Nicolás Martínez H. | Nicolás Martínez H.       | Escritor                                           | Quito, 1934                    |
| Luis Tufiño C.      | Luis Tufiño C.            | Geógrafo                                           | Quito, 1962                    |
|                     | Jorge Carrera Andrade     | Poeta                                              | Quito, 7 de noviembre de 1978. |

## Galería

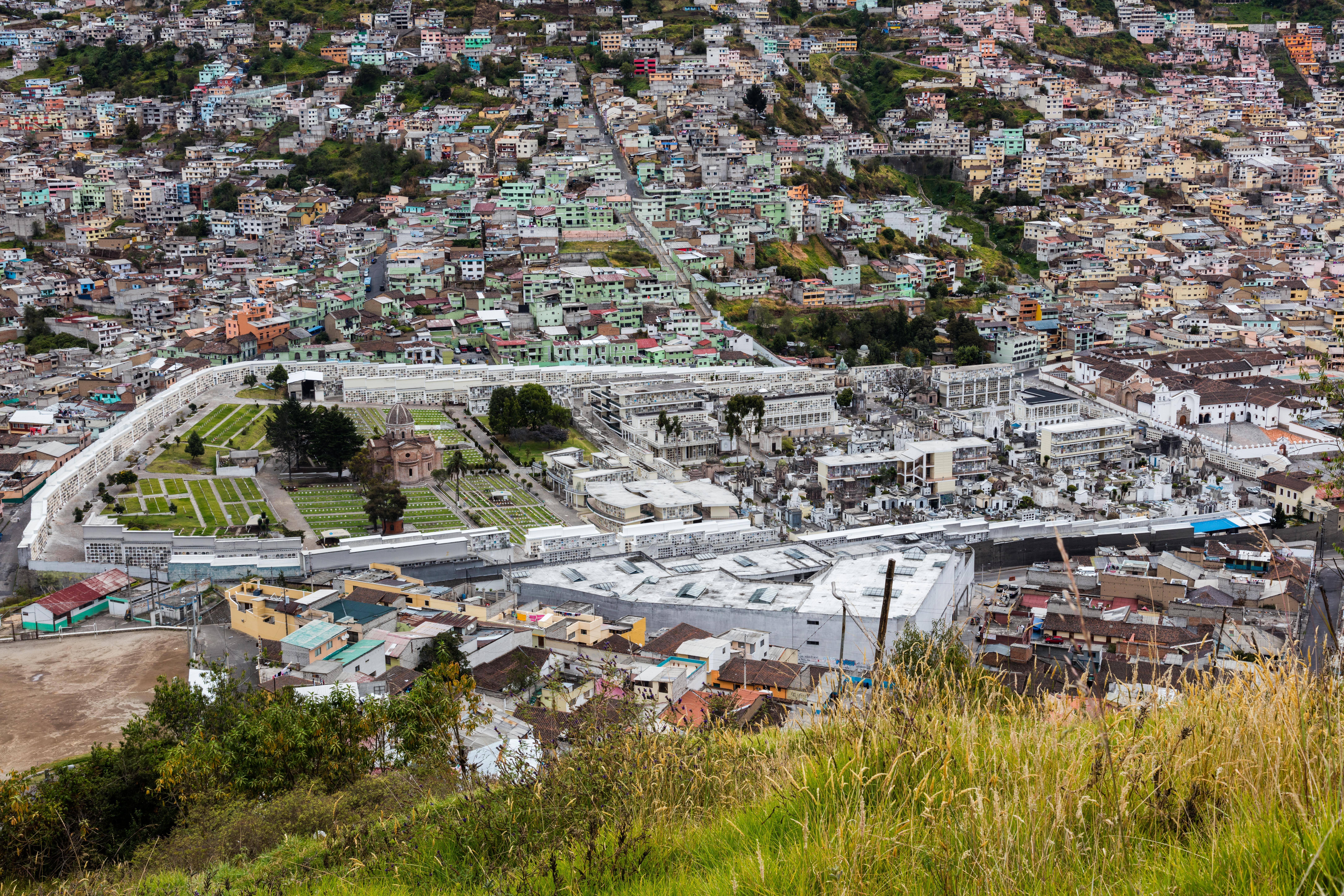
Vista general.
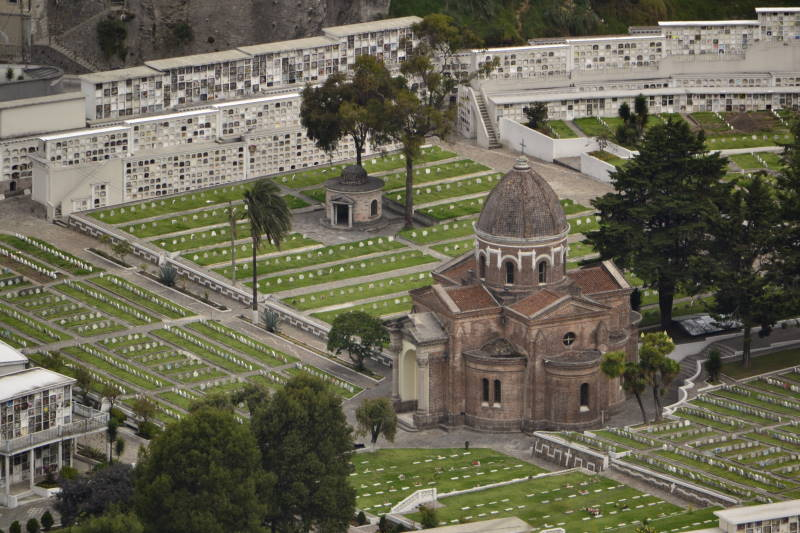
Panorámica del cementerio
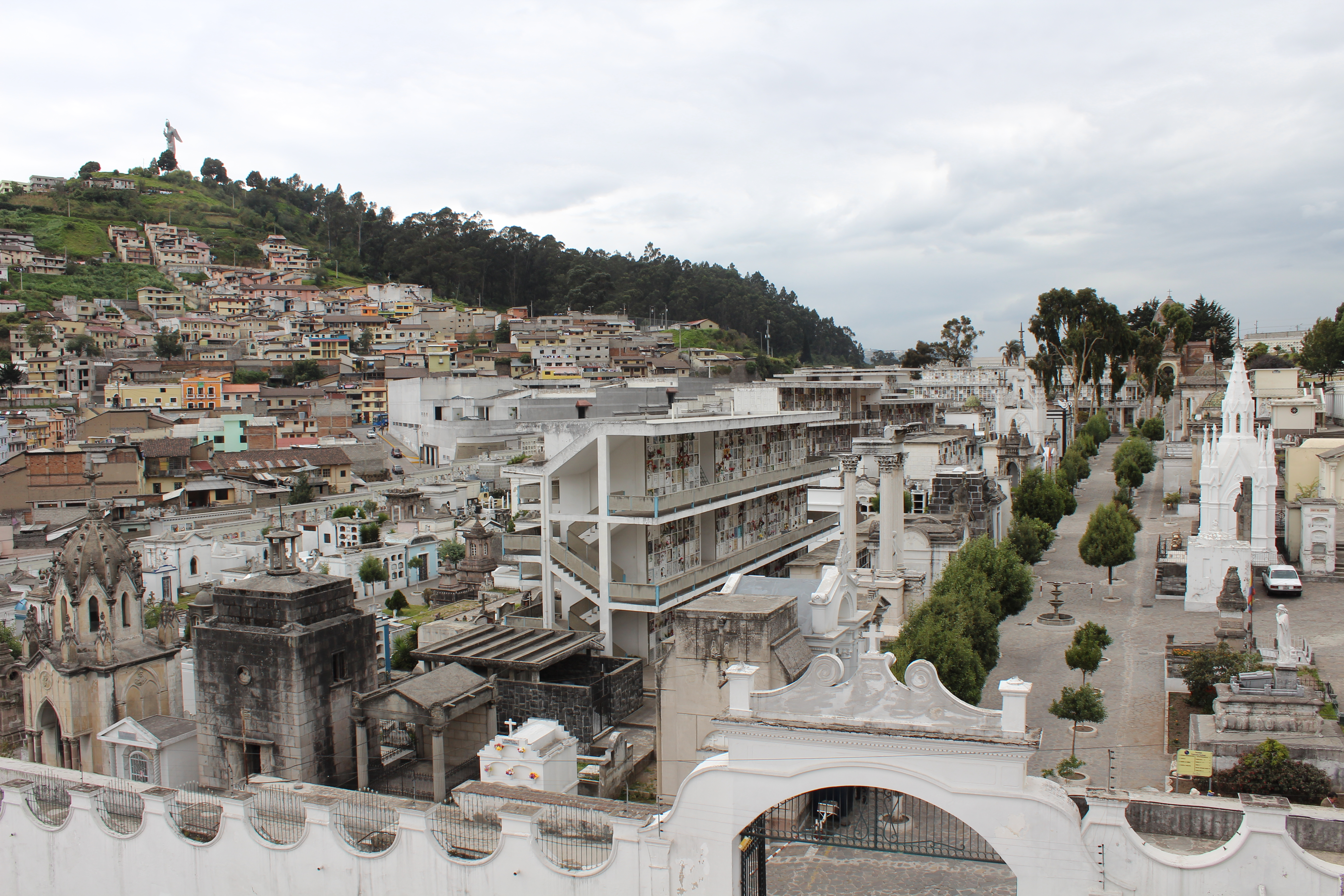
Patio principal Cementerio.
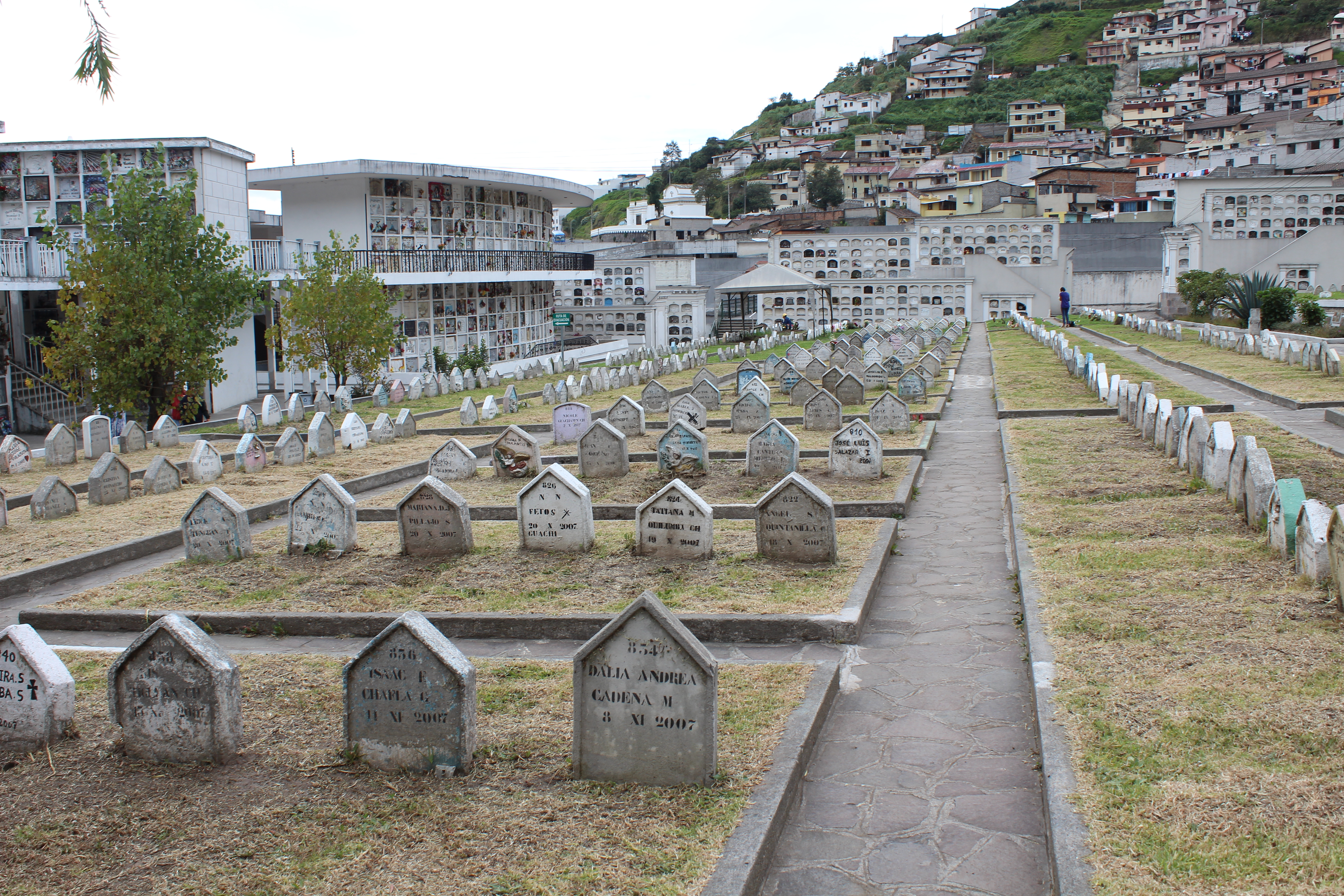
Área de tumbas infantiles.
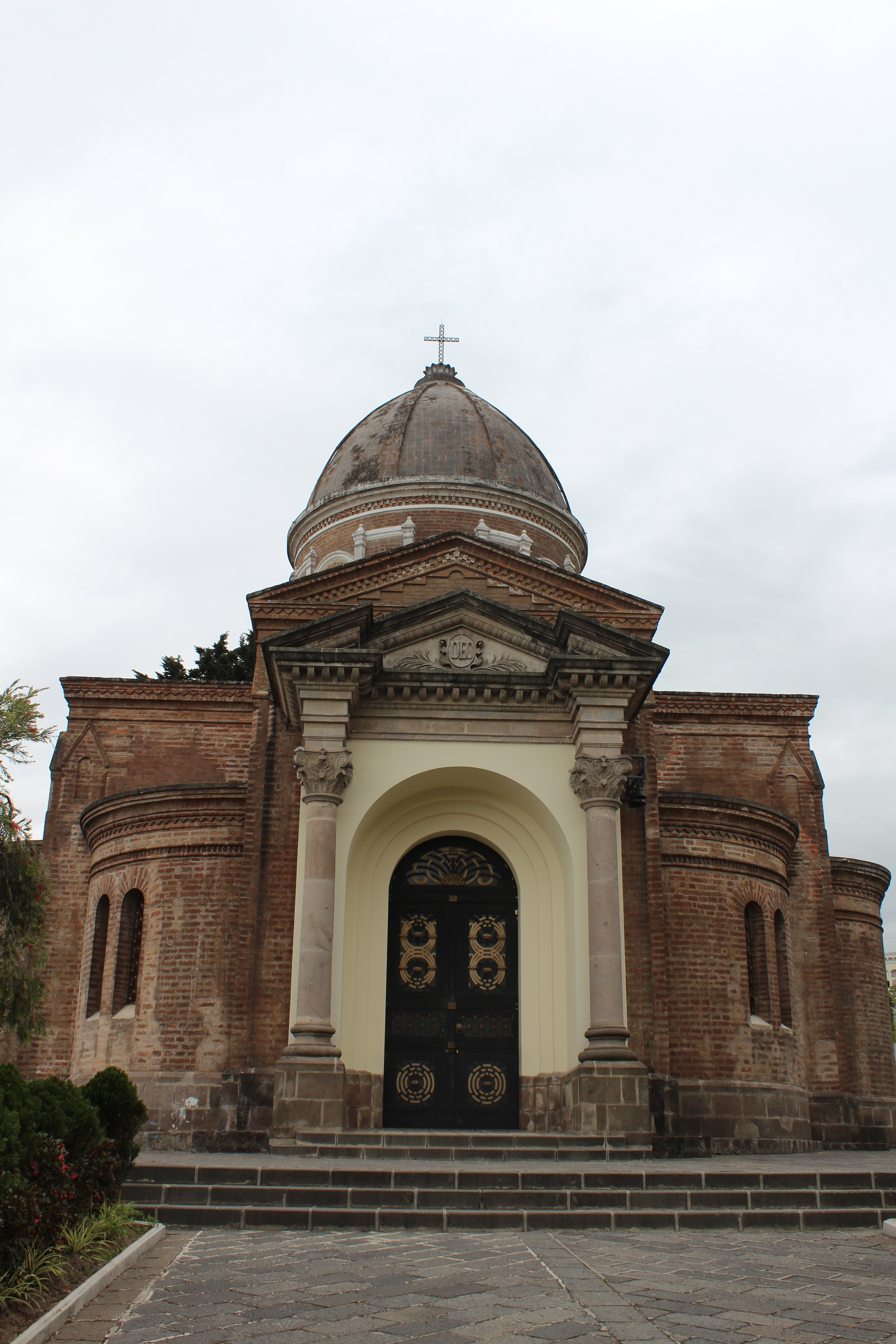
Capilla del padre Brüning, 1935.
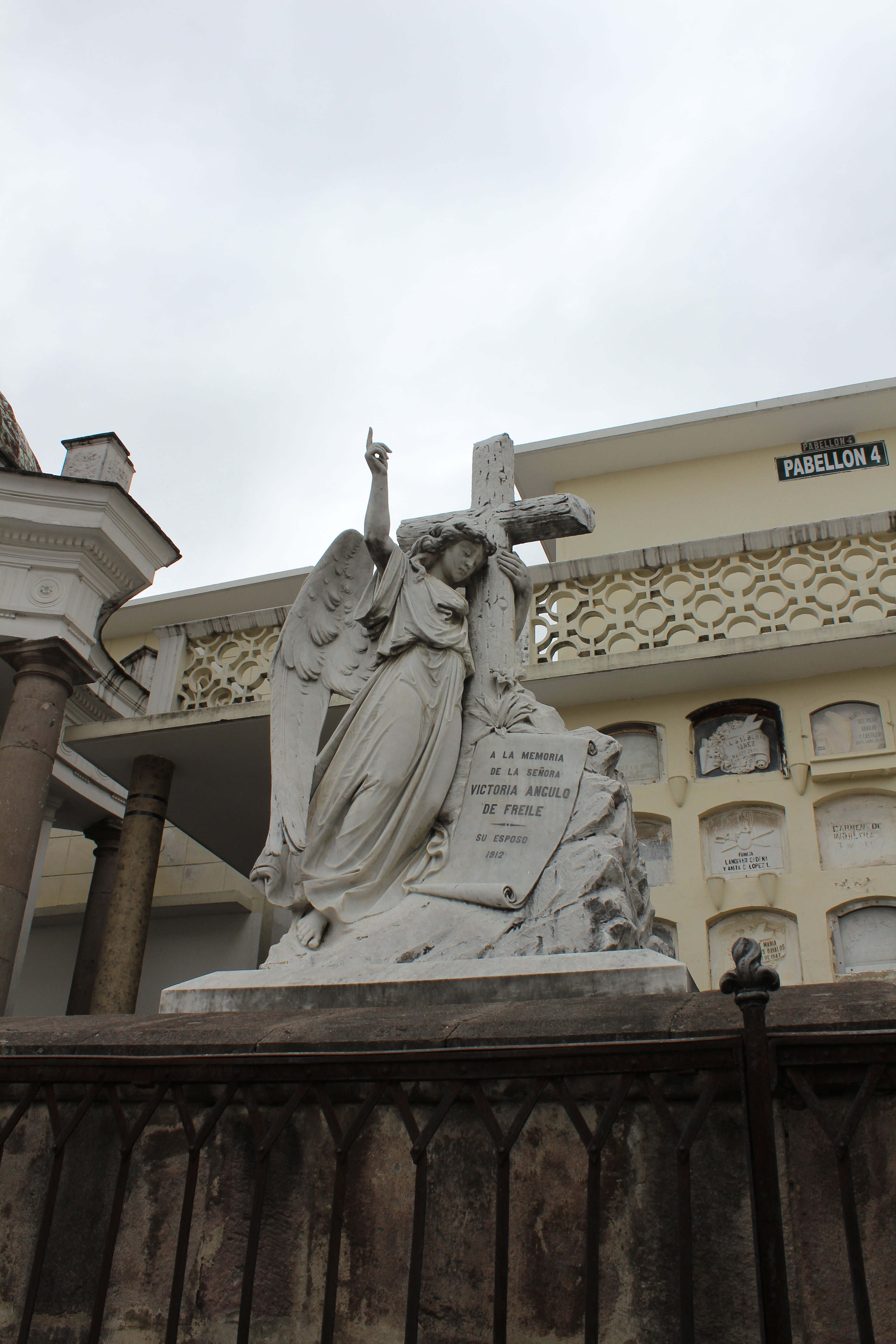
Ángel de una de las tumbas.
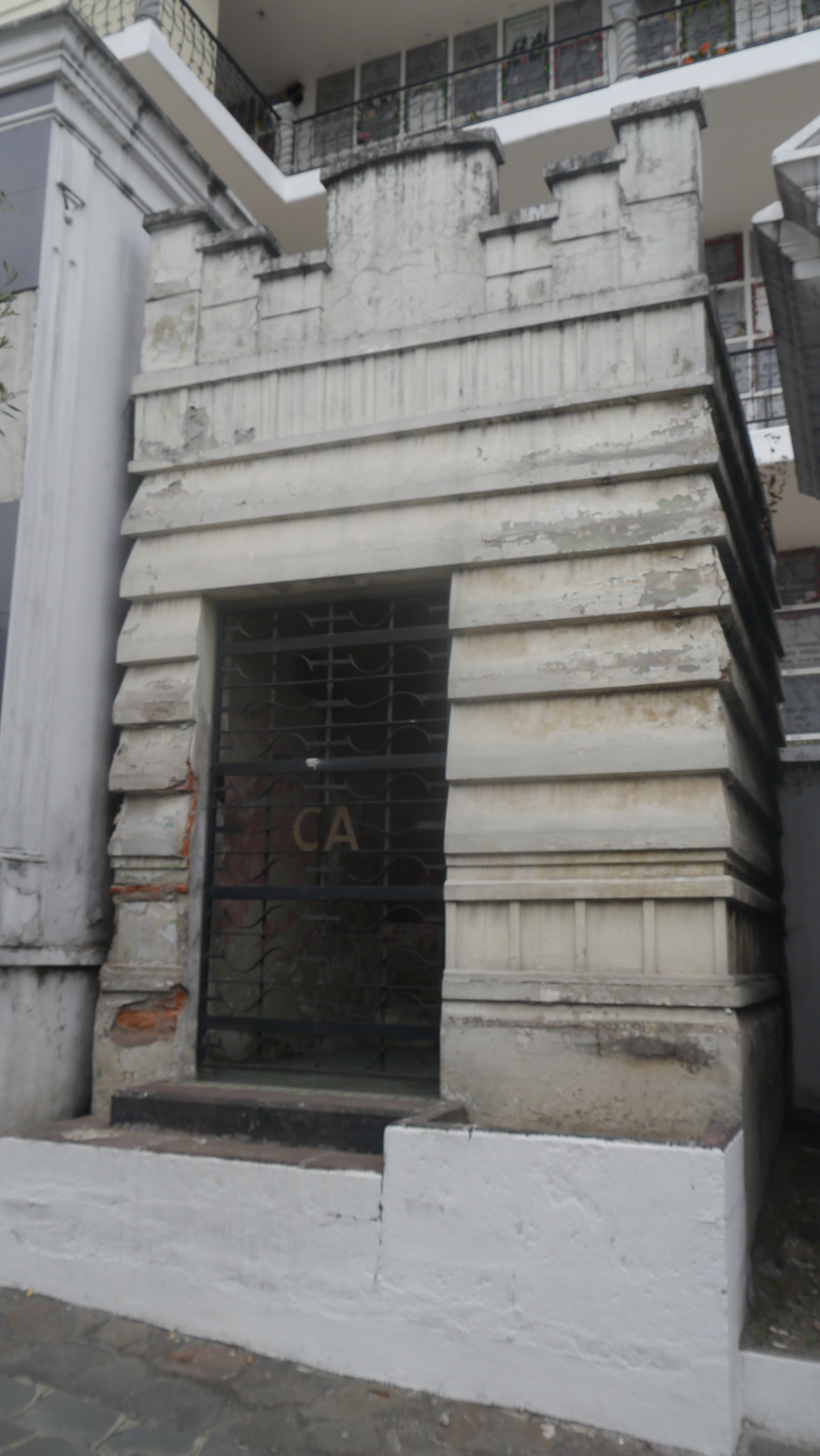
Mausoleo del poeta Jorge Carrera Andrade.
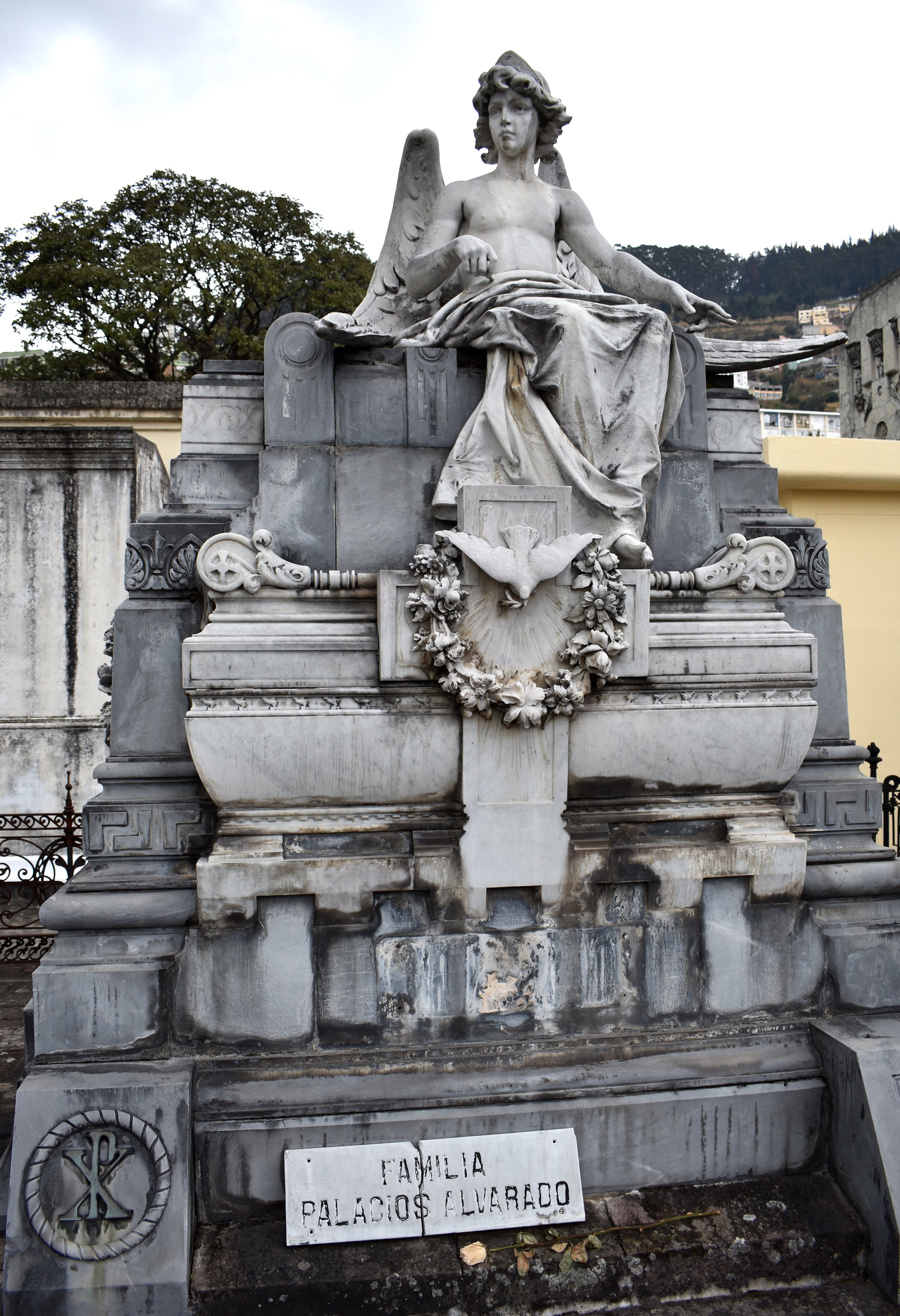
Uno de los mausoleos del cementerio.